# Odynerus anceps
Odynerus anceps är en stekelart som först beskrevs av Giovanni Gribodo.
Odynerus anceps ingår i släktet lergetingar och familjen Eumenidae.

## Underarter
Arten delas in i följande underarter:
- Odynerus anceps albofasciatus
- Odynerus anceps totoniger